# At the Pier
At the Pier je studiové EP italské progressive rockové skupiny Nosound. Vydáno bylo v listopadu 2012.
Po vydání třetího alba A Sense of Loss v roce 2009 a následných koncertech byla činnost skupiny Nosound utlumena, výjimkou bylo například sólové vystoupení Giancarla Erry v roce 2010, díky němuž vznikla živá deska The Northern Religion of Things pořízená na zkouškách Erry. V roce 2012 proběhlo pod hlavičkou skupiny několik podobných sólových koncertů nebo vystoupení ve dvojici, jinak také došlo k přípravě nového materiálu. Kvůli odlišným uměleckým představám opustili kapelu bubeník Zito a klávesista Martellacci, kteří byli nahrazeni novými hudebníky – Marcem Bernim na klávesách a Chrisem Maitlandem za bicí soupravou. Vrátila se také violoncellistka Marianne DeChastelaine, která s Nosound hrála na albu Lightdark, a smyčcový Wooden Quartet, jenž spolupracoval na desce A Sense of Loss. Před čtvrtým studiovým albem bylo na podzim 2012 v limitované edici vydáno EP At the Pier, které obsahuje tři skladby reflektující změny v sestavě a částečně i v charakteru hudby. Dvě písně, „The Anger Song“ a „Two Monkeys“, byly v roce 2013 zařazeny v mírně odlišných verzích i na album Afterthoughts.

## Seznam skladeb
Všechny skladby napsal(i) Giancarlo Erra. 
| Pořadí         | Název          | Délka |
| -------------- | -------------- | ----- |
| 1.             | A New Start    | 5:22  |
| 2.             | The Anger Song | 4:17  |
| 3.             | Two Monkeys    | 5:47  |
| Celková délka: | Celková délka: | 15:29 |

## Obsazení
- Nosound
  - Giancarlo Erra – zpěv, kytary, klávesy
  - Marco Berni – klávesy
  - Paolo Vigliarolo – kytary
  - Alessandro Luci – baskytara
  - Chris Maitland – bicí, vokály
- Marianne DeChastelaine – violoncello (skladby „A New Start“ a „Two Monkeys“)
- Wooden Quartet (skladby „A New Start“ a „Two Monkeys“)
  - Melania Maggiore – první housle
  - Ludovica Alberti – druhé housle
  - Roberta Rosato – viola
  - Irene Maria Caraba – violoncello